# العلاقات الإريترية الباكستانية
العلاقات الإريترية الباكستانية هي العلاقات الثنائية التي تجمع بين إريتريا وباكستان.

## مقارنة بين البلدين
هذه مقارنة عامة ومرجعية للدولتين:
| وجه المقارنة                                              | إريتريا                                      | باكستان                     |
| --------------------------------------------------------- | -------------------------------------------- | --------------------------- |
| المساحة (كم2)                                             | 117.60 ألف                                   | 881.91 ألف                  |
| عدد السكان (نسمة)                                         | 6.33 مليون                                   | 197.02 مليون                |
| الكثافة السكانية (ن./كم²)                                 | 53.83                                        | 223.4                       |
| العاصمة                                                   | أسمرة                                        | إسلام آباد                  |
| اللغة الرسمية                                             | اللغة التغرينية، اللغة العربية، لغة إنجليزية | لغة إنجليزية، اللغة الأردية |
| العملة                                                    | ناكفا                                        | روبية باكستانية             |
| الناتج المحلي الإجمالي (بليون دولار)                      | 2.61 مليار                                   | 304.95 مليار                |
| الناتج المحلي الإجمالي (تعادل القوة الشرائية) بليون دولار |                                              | 946.67 مليار                |
| الناتج المحلي الإجمالي الاسمي للفرد دولار أمريكي          |                                              | 1.43 ألف                    |
| الناتج المحلي الإجمالي للفرد دولار أمريكي                 |                                              | 4.81 ألف                    |
| مؤشر التنمية البشرية                                      | 0.391                                        | 0.538                       |
| رمز المكالمات الدولي                                      | +291                                         | +92                         |
| رمز الإنترنت                                              | .er                                          | .pk                         |
| المنطقة الزمنية                                           | ت ع م+03:00                                  | ت ع م+05:00                 |

## منظمات دولية مشتركة
يشترك البلدان في عضوية مجموعة من المنظمات الدولية، منها:
| علم المنظمة | اسم المنظمة                        | تاريخ انضمام إريتريا | تاريخ انضمام باكستان |
| ----------- | ---------------------------------- | -------------------- | -------------------- |
|             | مؤسسة التمويل الدولية              | 11 أكتوبر 1995       | 20 يوليو 1956        |
|             | منظمة حظر الأسلحة الكيميائية       | ?                    | ?                    |
|             | يونسكو                             | 2 سبتمبر 1993        | 14 سبتمبر 1949       |
|             | الاتحاد الدولي للاتصالات           | 6 أغسطس 1993         | 26 أغسطس 1947        |
|             | الأمم المتحدة                      | 28 مايو 1993         | 30 سبتمبر 1947       |
|             | منظمة الشرطة الجنائية الدولية      | ?                    | ?                    |
|             | البنك الدولي للإنشاء والتعمير      | 6 يوليو 1994         | 11 يوليو 1950        |
|             | الاتحاد البريدي العالمي            | ?                    | ?                    |
|             | وكالة ضمان الاستثمار متعدد الأطراف | 10 سبتمبر 1996       | 12 أبريل 1988        |

## وصلات خارجية
- موقع وزارة الخارجية الباكستانية